# Earl C. Slipher
Earl Charles Slipher (n. 25 martie 1883, Mulberry⁠(d), Indiana, SUA – d. 7 august 1964) a fost un astronom american. El a fost fratele astronomului Vesto Slipher.
Slipher s-a născut în Mulberry⁠(d). S-a alăturat echipei Observatorului Lowell⁠(d) în 1908 și a devenit un astronom planetar notabil, concentrându-se pe Marte. El a publicat Istoria fotografică a planetei Marte (1905-1961). În 1957, el a apărut în episodul "Marte și dincolo de el⁠(d)" din Disneyland, discutând posibilitatea existenței vieții pe Marte.
De asemenea, el a servit ca primar al Flagstaff, Arizona, din 1918 până în 1920, și mai târziu ca membru al legislaturii de stat din Arizona până în 1933.
Craterul Slipher pe Lună este numit după Earl și Vesto Slipher, ca și asteroidul 1766 Slipher, descoperit pe 7 septembrie 1962, de către Programul Asteroizi Indiana⁠(d).